# Zavod sv. Frančiška Saleškega
Zavod sv. Frančiška Saleškega v Želimljah (v občini Škofljica) so ustanovili slovenski salezijanci v skladu s svojim poslanstvom - šolanjem in vzgojo mladih. Temu delu so namenjene tudi vse ustanove, ki delujejo v okviru zavoda: Gimnazija Želimlje, Dom Janeza Boska in Majcnov dom.

## Zgodovina

### Do leta 1998
Slovenski salezijanci so leta 1967 v Želimljah ustanovili Srednjo versko šolo. Ob slovenski osamosvojitvi leta 1991 je bil v teh prostorih ustanovljen zavod Gimnazija Želimlje, v okviru katerega je poleg gimnazije deloval tudi Dom Janeza Boska (dijaški dom). 

### Od leta 1998 do danes
Salezijanski inšpektorat se je leta 1998 odločil prenoviti organizacijsko strukturo zavoda, ki ga je preimenoval v Zavod sv. Frančiška Saleškega. Zavod so od takrat sestavljale štiri organizacijske enote: Gimnazija Želimlje, Dom Janeza Boska, Glasbena šola in Center za mlade, družine in odrasle. Glasbena šola je že od vsega začetka delovala na Rakovniku v Ljubljani, potem pa je tudi uradno postala organizacijska enota Zavoda Janeza Smrekarja (današnji Zavod Salesianum). Od organizacijske prenove Zavoda sv. Frančiška Saleškega leta 2004 v okviru zavoda delujejo ostale tri organizacijske enote. Center za mlade, družine in odrasle se je leta 2016 preimenoval v Majcnov dom.

## Organizacijske enote

### Gimnazija Želimlje
Gimnazija Želimlje je zasebna gimnazija, ki izvaja izobraževalni in vzgojni program splošne gimnazije ter program in vzgojo Gimnazije Želimlje. Obiskuje jo približno 270 dijakov iz vse Slovenije, ki ob koncu šolanja opravljajo splošno maturo.

### Dom Janeza Boska
Dom Janeza Boska je dijaški dom, ki dijakom Gimnazije Želimlje nudi možnost za bivanje in vzgojo po načelih don Boskovega preventivnega vzgojnega sistema. V njem prebiva približno 250 dijakov. Še okrog 50 dijakov pa živi v delu dijaškega doma, ki so ga odprli na Rakovniku v Ljubljani. V tem delu doma živijo dijaki, ki obiskujejo srednje šole v Ljubljani.

### Majcnov dom
V Majcnovem domu (po misijonarju Andreju Majcnu) se skozi vse leto odvijajo pevski vikendi, duhovne vaje za otroke in mlade ter izobraževanja za njihove animatorje. Letno v njegovih programih sodeluje okrog 1000 otrok in mladih.
Poleg programov, ki jih pripravljajo sodelavci in prostovoljci Majcnovega doma, center nudi svoje prostorske zmogljivosti tudi drugim izvajalcem.